# Schedotrioza sinuosa
Schedotrioza sinuosa är en insektsart som beskrevs av Taylor 1990. Schedotrioza sinuosa ingår i släktet Schedotrioza och familjen spetsbladloppor. Inga underarter finns listade i Catalogue of Life.